# Horse (película)
Horse es una película underground realizada en el año 1965 y dirigida por el artista estadounidense Andy Warhol, escrita por Ronald Tavel, y protagonizada por Edie Sedgwick, Gregory Battcock, Tosh Carillo, Ondine, Norman Glick, Daniel Cassidy Jr., y Larry Latrae (Latreille). Warhol hizo una pequeña aparición en la película.
En una foto de Horse, que fue publicada en el libro de Parker Tyler Underground Film (Grove Press, 1969; reimpresión DaCapo Press, 1995), se muestra a todos los intérpretes masculinos vestidos únicamente con suspensorios.

## Argumento
El acontecimiento principal es un juego de póquer en el que participan un proscrito, su policía capturador y un amigo. El juego termina con el proscrito (Tosh Carillo) es golpeado por los otros por hacer trampa. En un momento dado, uno de los hombres se sienta en un caballo real, contratado por un día por Warhol.